# Břetislav Bakala

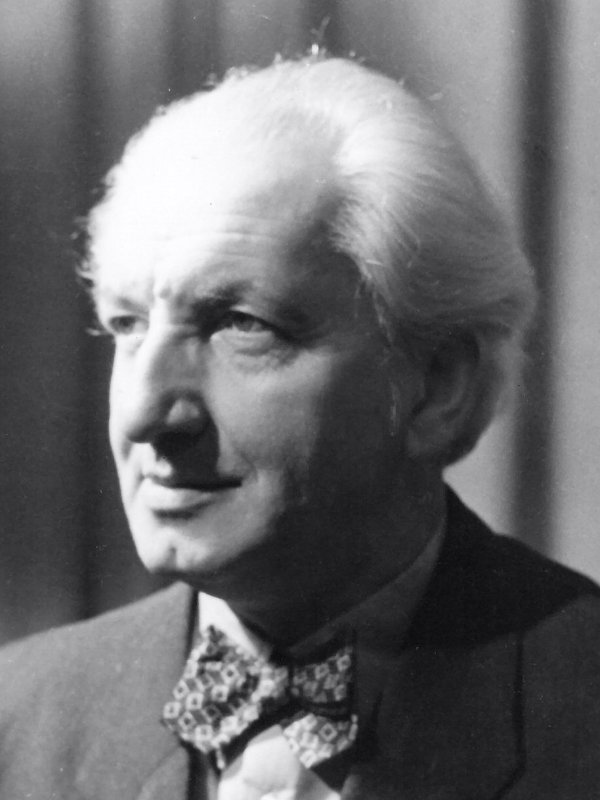
Břetislav Bakala

Břetislav Bakala (* 12. Februar 1897 in Freistadt; † 1. April 1958 in Brünn) war tschechischer Dirigent, Chorleiter und Komponist.

## Leben
Bakala, Sohn eines Lehrerehepaares, erwarb seine musikalischen Grundkenntnisse beim Orgelspieler Josef Doležal. Er besuchte das Gymnasium in Kremsier und wurde von 1912 bis 1915 von Leoš Janáček an der Brünner Orgelschule unterrichtet. Nach dem Ersten Weltkrieg begann er sein Studium am Staatlichen Konservatorium in Brünn. Die erfolgreichen Prüfungen legte er wiederum bei Janáček ab. 1920 bis 1925 arbeitete er als Korrepetitor, später als Dirigent der Oper des Nationaltheaters in Brünn. Von seinem Lehrer und Förderer František Neumann wurde er mit Inszenierungen von Opern Bedřich Smetanas und Antonín Dvořáks  sowie Balletts von Bohuslav Martinů und Leoš Janáček beauftragt.
Von 1925 bis 1926 gastierte er als Organist in der Kathedrale in Philadelphia. Nach seiner Rückkehr trat er als Dirigent und Pianist des Orchesters des Tschechoslowakischen Rundfunks in Brünn auf. 1936 nahm er die Stelle des Chorleiters des Vachs-Chors an, die er 22 Jahre lang innehatte. 1937 ernannte man ihn zum Leiter der Musikabteilung des Rundfunksenders. Am 1. Januar 1956 wurde Bakala zum Direktor und Hauptdirigent des Rundfunkorchesters ernannt.

## Werke
Bakala war Garant eines hohen künstlerischen Niveaus. Er widmete sich bei seiner pädagogischen Tätigkeit an der Janáček-Akademie den musischen Künsten und bildete dort zahlreiche Dirigenten aus. Als Pianist begleitete er seine Ehefrau Marie Bakalová, eine hervorragende Konzert- und Opernsängerin. Als Verehrer von Leoš Janáček führte er einige seiner Werke als Erster auf (1921 Tagebuch eines Verschollenen, 1930 Oper Aus einem Totenhaus). Er veröffentlichte zahlreiche Bearbeitungen mährischen Lieder und Chöre.

## Ehrungen
Břetislav Bakala wurde 1954 der Titel Verdienter Künstler verliehen. 

## Schüler von Břetislav Bakala
- Jaroslav Opěla, tschechischer Dirigent